# Pterostylis calceolus
Pterostylis calceolus är en orkidéart som beskrevs av Mark Alwin Clements. Pterostylis calceolus ingår i släktet Pterostylis och familjen orkidéer. Inga underarter finns listade i Catalogue of Life.